# Lago de Morgins
O Lago Morgins é um lago localizado em Morgins, município de Troistorrents, Valais, na Suíça.
A sua localizado perto do Passo de Morgins, localiza-o perto da fronteira entre a Suíça e a França.
Encontra-se a 1366 metros acima do nível do mar e tanto o lago como os seus arredores são um local protegido desde 1978.